# Karim Diaa Eddine
Karim Diaa Eddine (árabe: كريم ضياء الدين)  es un director de cine y actor egipcio. Graduado en negocios en la Universidad Americana en El Cairo, trabajó como asistente de dirección en Francia durante tres años.

## Filmografía selecta
- Loves and Terror (1992)
- Ismailia Round Trip (1997)
- Hassan and Aziza:State Security Case (1999)
- In Arabic, Cindarella (2006)